# Diamonds and Pearls Video Collection
Albums de Prince
Gett Off Video Collection
(1991) 3 Chains O' Gold
(1994)
Diamonds and Pearls Video Collection est une collection de vidéos de musique compilées afin d'accompagner et de promouvoir davantage l'album du même titre, Diamonds and Pearls.
La collection fut initialement publiée au format VHS en 1992 puis en DVD en août 2006. La collection contient une vidéo pour chacune des chansons de l'album, à l'exception de Daddy Pop, Walk, Don't Walk et de Push. 
Deux titres inclus qui n'étaient pas sur l'album furent Call the Law, qui est présent sur le single Money Don't Matter 2 Night en tant que face-b et une reprise, Dr. Feelgood. Parmi tous les clips, quatre sont issus de concerts live: Thunder, Dr. Feelgood, Jughead et Live 4 Love.

## Contenu
Une collection de vidéos qui font suite au succès intégral de l'album pour lui faire encore plus de promotion. La cassette, qui dure au total 60 minutes, comprend également de courtes interviews et extraits de concerts.

### Clips vidéo
- Gett Off
- Cream
- Diamonds and Pearls
- Call the Law
- Willing and Able
- Insatiable
- Strollin'
- Money Don't Matter 2 Night

### Performances lives
- Thunder
- Dr. Feelgood
- Jughead
- Live 4 Love

## Musicien présents
- Prince
- Levi Seacer, Jr.
- Sonny T.
- Rosie Gaines
- Tommy Barbarella
- Michael Bland
- Tony M.
- Kirky J.
- The NPG Hornz ou The Game Boyz
- Mayte